# العلاقات اللاوسية الموريشيوسية
العلاقات اللاوسية الموريشيوسية هي العلاقات الثنائية التي تجمع بين لاوس وموريشيوس.

## مقارنة بين البلدين
هذه مقارنة عامة ومرجعية للدولتين:
| وجه المقارنة                                              | لاوس        | موريشيوس                 |
| --------------------------------------------------------- | ----------- | ------------------------ |
| المساحة (كم2)                                             | 236.80 ألف  | 2.04 ألف                 |
| عدد السكان (نسمة)                                         | 6.86 مليون  | 1.26 مليون               |
| الكثافة السكانية (ن./كم²)                                 | 28.97       | 617.65                   |
| العاصمة                                                   | فيينتيان    | بورت لويس                |
| اللغة الرسمية                                             | اللغة اللاو | لغة إنجليزية، لغة فرنسية |
| العملة                                                    | كيب لاوي    | روبي موريشي              |
| الناتج المحلي الإجمالي (بليون دولار)                      | 16.85 مليار | 13.34 مليار              |
| الناتج المحلي الإجمالي (تعادل القوة الشرائية) بليون دولار | 38.71 مليار | 25.36 مليار              |
| الناتج المحلي الإجمالي الاسمي للفرد دولار أمريكي          | 1.82 ألف    | 9.25 ألف                 |
| الناتج المحلي الإجمالي للفرد دولار أمريكي                 |             | 18.59 ألف                |
| مؤشر التنمية البشرية                                      | 0.575       | 0.777                    |
| رمز المكالمات الدولي                                      | +856        | +230                     |
| رمز الإنترنت                                              | .la         | .mu                      |
| المنطقة الزمنية                                           | ت ع م+07:00 | ت ع م+04:00              |

## منظمات دولية مشتركة
يشترك البلدان في عضوية مجموعة من المنظمات الدولية، منها:
| علم المنظمة | اسم المنظمة                        | تاريخ انضمام لاوس | تاريخ انضمام موريشيوس |
| ----------- | ---------------------------------- | ----------------- | --------------------- |
|             | منظمة حظر الأسلحة الكيميائية       | ?                 | ?                     |
|             | البنك الدولي للإنشاء والتعمير      | 5 يوليو 1961      | 23 سبتمبر 1968        |
|             | الأمم المتحدة                      | 14 ديسمبر 1955    | 24 أبريل 1968         |
|             | منظمة الشرطة الجنائية الدولية      | ?                 | ?                     |
|             | وكالة ضمان الاستثمار متعدد الأطراف | 5 أبريل 2000      | 28 ديسمبر 1990        |
|             | يونسكو                             | 9 يوليو 1951      | 25 أكتوبر 1968        |
|             | مؤسسة التنمية الدولية              | 28 أكتوبر 1963    | 23 سبتمبر 1968        |
|             | مؤسسة التمويل الدولية              | 29 يناير 1992     | 23 سبتمبر 1968        |